# Ucha

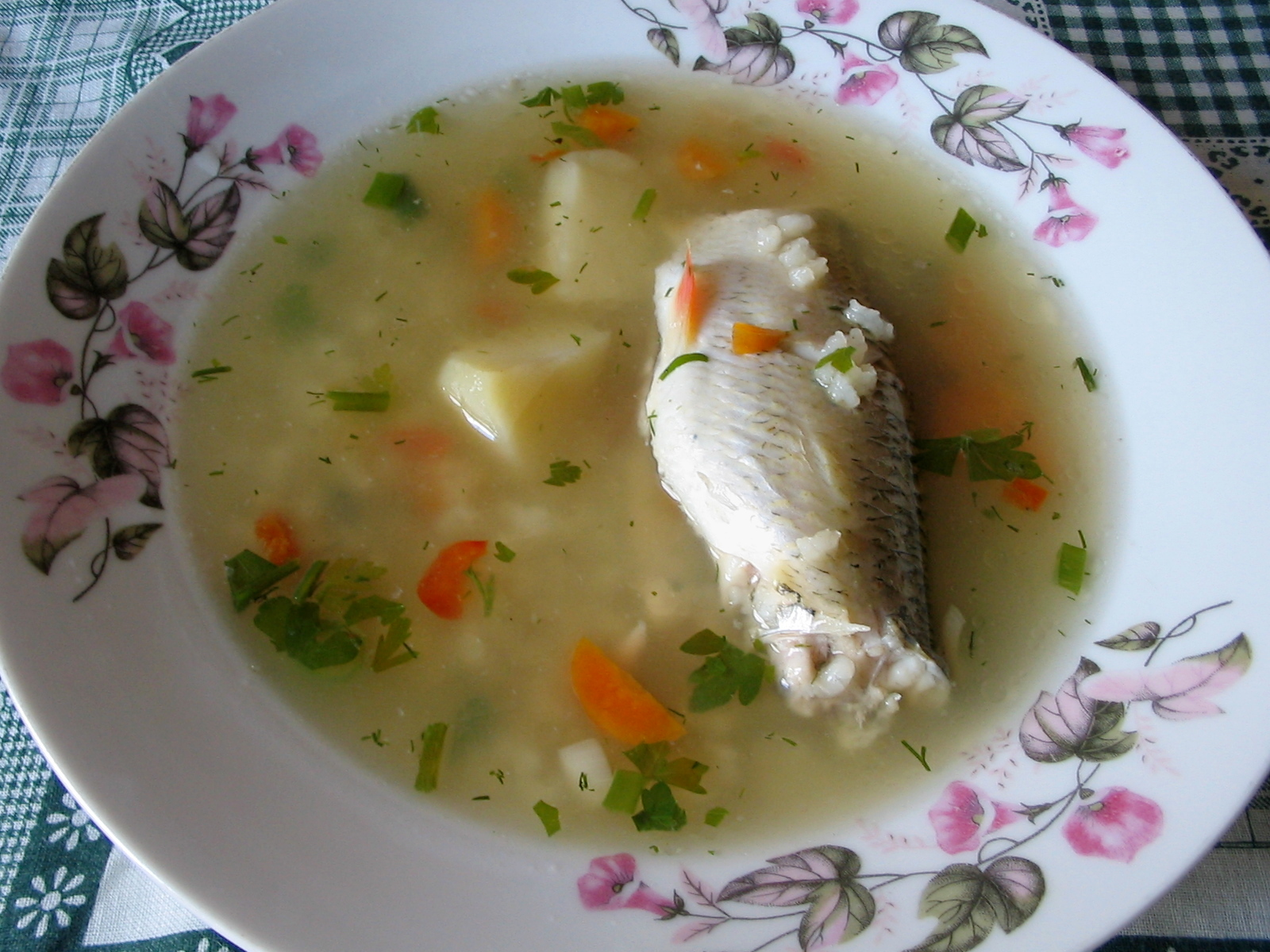
Ucha

Ucha – zawiesista zupa rybna, typowa dla kuchni rosyjskiej. Nazwa pochodzi od starorosyjskiego określenia jucha, oznaczającego wywar.
Przyrządzana z kilku gatunków ryb słodkowodnych (jazgarz, płoć, okoń), z których sporządza się bulion. Do bulionu dodaje się cebulę, seler, pietruszkę i przyprawy (sól, pieprz, ziele angielskie). W odcedzonym wywarze gotuje się większe kawałki innych ryb (lin, karp, szczupak). Gotową zupę serwuje się z plasterkami cytryny i posiekanym koperkiem.
Odmianą uchy jest zupa, przygotowana z jednej tłustej ryby słodkowodnej, ugotowana z cebulą i przyprawami, podawana z kawałkiem ryby, bez odcedzania.
Johann Georg Kohl, który odwiedził Rosję w 1842 określał uchę jako jedną z najlepszych potraw kuchni rosyjskiej, podkreślając, że w jej przyrządzaniu specjalizują się żony kupców, a każdy dom ma swój odrębny przepis. John Murray w Przewodniku dla podróżujących do Rosji, Polski i Finlandii z 1868 określa uchę jako potrawę kosztowną, która zwykle jest przyrządzana z czeczugi.